# Villains (film)
Pour l’article homonyme, voir Villains.
Pour plus de détails, voir Fiche technique et Distribution.
Villains est une comédie horrifique américaine écrite et réalisée par Dan Berk et Robert Olsen, sortie en 2019.

## Synopsis
Deux jeunes amoureux, Mickey et Jules, braquent une station-service et fuient avec le butin pour refaire leur vie en Floride. Mais, sur la route, ils tombent en panne et trouvent refuge dans une petite maison. Pourtant, ils remarquent qu'elle est vide et décident de siphonner l'essence de la voiture garée dans le garage pour repartir le plus rapidement possible. Mais, lorsqu'ils descendent dans le sous-sol pour y trouver un récipient, ils découvrent une petite fille enchaînée à  un tuyau. Terrifiés, ils cherchent un moyen de la libérer mais ils sont aussitôt surpris par les étranges propriétaires de la demeure. Armés, Mickey et Jules les tiennent aussitôt en otage mais les rôles s'inversent brusquement. Désormais captifs, ils vont devoir participer au jeu pervers du couple sadique  pour tenter de survivre...

## Fiche technique
- Titre original et français : Villains
- Réalisation et scénario : Dan Berk et Robert Olsen
- Photographie : Matt Mitchell
- Montage : Sofi Marshall
- Musique : Andrew Hewitt
- Production : Tim White, Trevor White, Allan Mandelbaum et Garrick Dion
- Sociétés de production : Star Thrower Entertainment, The Realm, Bron Studios et Creative Wealth Media
- Société de distribution : Gunpowder & Sky
- Pays :  États-Unis
- Langue originale : anglais
- Genres : comédie horrifique
- Durée : 88 minutes
- Dates de sortie :
  -  États-Unis : 
    - 9 mars 2019 (South by Southwest)
    - 20 septembre 2019 (sortie nationale)

  -  France : 20 janvier 2020 (VOD)

## Distribution
- Bill Skarsgård : Mickey
- Maika Monroe : Jules
- Blake Baumgartner : Sweetiepie
- Kyra Sedgwick : Gloria
- Jeffrey Donovan : George
- Noah Robbins : Nick
- Danny Johnson : officier Wells
- Nikolas Kontomanolis : Sam